# Phon (psicoacustica)

Curve isofoniche definite nello standard ISO 226

Il phon in psicoacustica rappresenta il livello di sensazione sonora sulla base del quale furono rappresentate le curve di isofonia nel diagramma di Fletcher e Munson. In particolare il phon definisce il livello di pressione sonora che il suono di riferimento alla frequenza di 1 kHz deve avere al fine di provocare la medesima sensazione uditiva (in termini di intensità del livello acustico) di un suono puro a una determinata frequenza f.
Per esempio il valore della pressione sonora corrispondente alla curva isofonica di 40 phon, per un suono puro con frequenza pari a 1.000 Hz, equivale a 40 dB mentre alla frequenza di 500 Hz equivale a circa 38 dB.
Il phon è quindi un parametro che rappresenta l'udibilità soggettiva dell'orecchio umano, che in determinati casi, non rappresenta la differenza oggettiva che due suoni hanno tra loro.

## Diagramma di Fletcher e Munson
Tramite un sistema di assi cartesiani, nel quale compare il campo di udibilità dell'orecchio umano, viene posizionata in ascissa la frequenza (Hz) ed in ordinata il livello di pressione sonora (L.P.S.) (dB); all'interno di questo spazio, compaiono le curve di isofonia, che rapportano L.P.S. e frequenza di un suono con la effettiva sensazione sonora (soggettiva) che l'orecchio umano percepisce. Si ricava, quindi, il rapporto L.P.S./frequenza con la sensazione reale/soggettiva di un suono, in phon.